# Gonzalo Bueno (voetballer)
Gonzalo Diego Bueno Bingola (Maldonado, 16 januari 1993) is een Uruguayaans voetballer die bij voorkeur als aanvaller speelt.

## Clubcarrière
Bueno debuteerde tijdens het seizoen 2010/11 in de Uruguayaanse Primera División in het shirt van Nacional  Het seizoen erop scoorde hij zes doelpunten in 22 duels. In zijn derde seizoen scoorde hij acht doelpunten in 28 wedstrijden. Op 18 augustus 2013 werd hij voor vier miljoen euro verkocht aan Koeban Krasnodar.

## Interlandcarrière
Bueno scoorde twee doelpunten in tien wedstrijden voor Uruguay -20. Op het WK -20 in Turkije haalde hij met Uruguay -20 de finale. Uruguay verloor die na strafschoppen van Frankrijk -20.